# Кун Фанью
Кун Фанью (кит.: 张鑫) — китайська фристайлістка, спеціалістка з повітряної акробатики, олімпійська медалістка.
Бронзову олімпійську медаль Кун виборола на Олімпіаді 2018 року в корейському Пхьончхані в змаганнях з акробатики.

## Виноски
1. ↑  Women's aerials results